# هربرت باديلي
هربرت باديلي (بالإنجليزية: Herbert Baddeley)‏ مواليد 11 يناير 1872 في إنجلترا - الوفاة 20 يوليو 1931 في كان، كان لاعب كرة مضرب إنجليزي بدأ مسيرته كمحترف سنة 1887، اعتزل اللعب في 1897. كما أنه أحد أبطال الجراند سلام. أعلى تصنيف له في الفردي كان المركز الـ 5 في سنة 1896.

## بطولات حققها
- بطولة ويمبلدون